# آرمان فالیر
کلمنت آرمان فالیر (به فرانسوی: Clément Armand Fallières) ‏ (۱۸۴۱ – ۱۹۳۱) نهمین رئیس‌جمهور فرانسه